# 白井美則
白井 美則（しらい よしのり、1922年1月1日 - 2015年4月19日）は、日本の裁判官、弁護士。元高松高等裁判所長官。元四天王寺大学学長。

## 来歴・人物
香川県三豊郡上高瀬村（現 三豊市高瀬町）出身。旧制香川県立三豊中学校、東京帝国大学法学部法律学科卒業。
1947年（昭和22年）高等文官試験司法科合格。1949年（昭和24年）高松地方裁判所判事補。1959年（昭和34年）大阪地方裁判所判事に任官。1974年（昭和49年）徳島地方裁判所・家庭裁判所所長、1976年（昭和51年）大阪高等裁判所総括判事、1978年（昭和53年）京都家庭裁判所所長、1980年（昭和55年）大阪家庭裁判所所長を歴任。
1977年（昭和52年）7月20日、大阪高等裁判所総括判事時に「固定資産価格決定取消等及び固定資産審査決定取消請求控訴事件」では、固定資産課税標準価格についての審査の申出に対してされた固定資産評価審査委員会の審査決定の取消しを求める訴えを、既に係属中の右価格について市長の決定の取消しを求める訴えに併合して提起したときは、前者の訴えの出訴期間の遵守につき、行政事件訴訟法20条を類推適用すべきであるとした。 
1983年（昭和58年）大阪地方裁判所所長を経て、1985年（昭和60年）高松高等裁判所長官に就任。1986年（昭和61年）裁判官退官。長年裁判官としての役目を遂行する傍ら、ハンブルク大学、ウィーン大学、その他数々の大学で教授、大学院生、大使館員、法律家を対象に講演会を行った。
四天王寺大学常務理事を経て、1998年（平成10年）から2002年（平成14年）まで、同大学学長を務める。同大学文学部人間福祉学科の開設を行った。

## 栄典
- 1992年 - 勲二等旭日重光章